# بوغدان ميلادينوفيتش
بوغدان ميلادينوفيتش (بالصربية: Богдан Младеновић)‏ هو لاعب كرة قدم صربي في مركز الوسط، ولد في 4 أبريل 1996 في بلغراد في صربيا. لعب مع راد بيوغراد.

## وصلات خارجية
- بوغدان ميلادينوفيتش على موقع قاعدة بيانات كرة القدم.إي يو (الإنجليزية)
- بوغدان ميلادينوفيتش على موقع ناشيونال فوتبول تيمز (الإنجليزية)
- بوغدان ميلادينوفيتش على موقع Soccerbase.com (لاعب) (الإنجليزية)
- بوغدان ميلادينوفيتش على موقع Soccerway.com (الإنجليزية)
- بوغدان ميلادينوفيتش على موقع عالم كرة القدم.نت (الإنجليزية)